# Aleksiej Babyr
Aleksiej Olegowicz Babyr', ros. Алексей Олегович Бабыр, ukr. Олексій Олегович Бабир, Ołeksij Ołehowycz Babyr (ur. 15 marca 1990 w Symferopolu) – rosyjski piłkarz pochodzenia ukraińskiego, grający na pozycji napastnika. W końcu kwietnia 2014 zmienił obywatelstwo na rosyjskie.

## Kariera piłkarska

### Kariera klubowa
Wychowanek UOR Symferopol, barwy którego bronił w juniorskich mistrzostwach Ukrainy (DJuFL). W sierpniu 2007 rozpoczął karierę piłkarską w klubie Krymtepłycia Mołodiżne. Podczas przerwy zimowej sezonu 2009/10 został zaproszony do Wołyni Łuck. 30 sierpnia 2013 przeszedł do Howerły Użhorod. Podczas przerwy zimowej sezonu 2013/14 opuścił użhorodzki klub. W 2014 rozegrał dwa mecze w składzie rosyjskiego FK Tosno. W 2015 występował w mistrzostwach Krymu broniąc barw SKIF Symferopol i FK Eupatoria. Potem wyjechał do Białorusi, gdzie zasilił skład Hranitu Mikaszewicze.

### Kariera reprezentacyjna
W 2008 zadebiutował w juniorskiej reprezentacji Ukrainy. Od 2011 występował w młodzieżowej reprezentacji Ukrainy.